# Lièpvrette
Lièpvrette – rzeka we Francji, przepływająca przez tereny departamentów Górny Ren i Dolny Ren, o długości 25 km. Stanowi dopływ rzeki Giessen.